# Ignatius Zhuwakiyi
Ignatius Zhuwakiyi es un escultor de Zimbabue, nacido el año 1969 en Harare.

## Datos biográficos
Nacido en Harare , Zhuwakiyi es el menor de cuatro hermanos, y se crio en el municipio de St Mary, Chitungwisa ; allí, asistió a las escuelas primaria y secundaria locales . Dejó la escuela secundaria después de su segundo año. Después de conocer a Locardia Ndandarika creció su interés por la escultura, lo que hizo que en 1989 se involucrase en el proyecto del Parque de Esculturas de Chapungu. Junto con Godfrey Machinjili , Vitalis Muchenje  y Axilia Tatisa, expuso en la muestra llamada "Young Generation" en la Galería John Boyne en 1990. 